# Spiele der kleinen Staaten von Europa 1989
Die Spiele der kleinen Staaten von Europa 1989 fanden vom 17. Mai bis 20. Mai 1989 in Nikosia, Zypern statt.

## Sportarten
| - Leichtathletik - Basketball - Radsport - Judo | - Schießen - Schwimmen - Tennis - Volleyball |

## Medaillenspiegel
| Platz               | Staat               | Gold | Silber | Bronze | Gesamt |
| ------------------- | ------------------- | ---- | ------ | ------ | ------ |
| 1                   | Zypern              | 26   | 25     | 28     | 79     |
| 2                   | Island              | 21   | 20     | 9      | 50     |
| 3                   | Luxemburg           | 12   | 16     | 18     | 46     |
| 4                   | Monaco              | 5    | 7      | 9      | 21     |
| 5                   | Liechtenstein       | 5    | 2      | 7      | 14     |
| 6                   | Andorra             | 3    | 1      | 4      | 8      |
| 7                   | San Marino          | 2    | 4      | 2      | 8      |
| 8                   | Malta               | 1    | 1      | 3      | 5      |
| Gesamt (8 Nationen) | Gesamt (8 Nationen) | 75   | 76     | 80     | 231    |